# Motozattera (traghetto)
La motozattera è un piccolo traghetto di linea a doppia prua in servizio in molte isole italiane, per esempio tra la Sicilia e la Calabria, e nella laguna di Venezia.

## Motozattera a Venezia
Nella laguna di Venezia le motozattere, comunemente chiamate anche Ferry-boat, effettuano un servizio di trasporto pubblico, gestito da ACTV, collegano a frequenza oraria l'isola del Tronchetto (raggiungibile dalla terraferma attraverso ponti) e l'isola del Lido. In questo collegamento vengono utilizzate le unità a capacità maggiore. Il secondo collegamento permanente, a frequenza oraria, è quello tra l'isola del Lido e quella di Pellestrina, ma con imbarcazioni a medio/bassa capacità. Di recente l'azienda ha introdotto  il lunedì ed il venerdì il servizio di spola tra San Nicolò e Punta Sabbioni. 
Le motozattere vengono inoltre usate in concomitanza delle partite interne del Venezia calcio per il trasporto dei tifosi ospiti. 
Svolgono anche il collegamento Tronchetto-Sacca Fisola il venerdì di ogni settimana, per il trasporto del mercatino ambulante.
L'ACTV è dotata delle seguenti unità:
- Lido di Venezia
- Metamauco
- San Nicolò
- San Marco
- Marco Polo
- Ammiana
- Pellestrina
- San Giorgio ex motozattera Giudecca

Tra i vascelli il più anziano in servizio è il San Giorgio, un mezzo da sbarco della seconda guerra mondiale ex US Navy adattato per l'uso civile. A metà anni 90 il San Marco e il Marco Polo hanno sofferto di gravi avarie creando grossi problemi di regolarità al servizio. 
Gli ultimi due, il San Nicolò e il Metamauco, sono entrati in servizio nel 1999 ad un costo di 10,5 miliardi di lire l'uno. L'unità maggiore è il Lido di Venezia, varato nel 2000, acquistato in Grecia come Salamina e in seguito sottoposto a lavori di adattamento, per permetterne la navigazione nella laguna veneta. 
Molte unità sono dotate di 2 eliche e 2 timoni (fa eccezione l'Ammiana, che monta due propulsori Voith Schneider). Le motozattere più recenti inoltre hanno anche il elica di manovra prodiera, che rende il mezzo più manovrabile in fase di attracco.

### Caratteristiche delMetamaucoe delSan Nicolò
- Lunghezza fuori tutto; 57,60 m
- Lunghezza fra le perpendicolari: 54,08 m
- Larghezza fuori ossatura: 13,10 m
- Altezza ponte principale; 3,63 m
- Portata lorda: 350 tonnellate
- Immersione: 2,60 m
- Portata passeggeri: 1 250
- Postazioni disabili 1
- Ascensore di servizio e 1 wc dedicato
- Equipaggio: 6 (1 comandante, 1 nostromo/timoniere, 2 marinai, 1 direttore di macchina, 1 aiuto motorista)
- Propulsori: 2 Caterpilar Sovr. 3508 da 552 KW dotati di notazione di classe IAQ1
- Locali passeggeri ed equipaggio condizionati estate/inverno
- Costruttore: Cantieri navali Visentini - Donada (Rovigo)
- Classe: Stella 100 A.1.1. in navigazione nazionale Speciale locale limitata alla laguna veneta
- Costo singola commessa: 10.500 milioni

## Galleria d'immagini

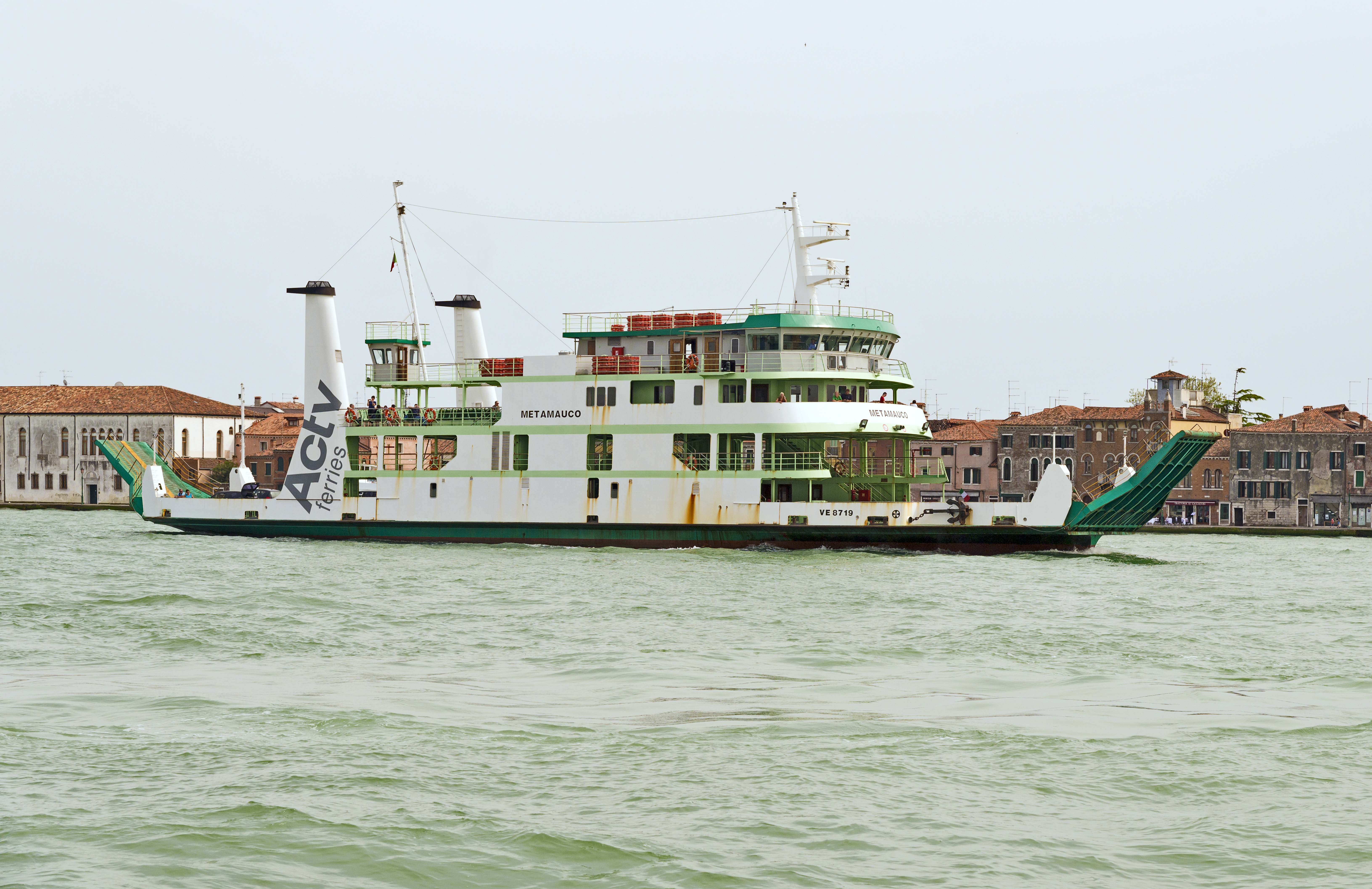
Motozattera Metamauco della flotta ACTV in canale della Giudecca
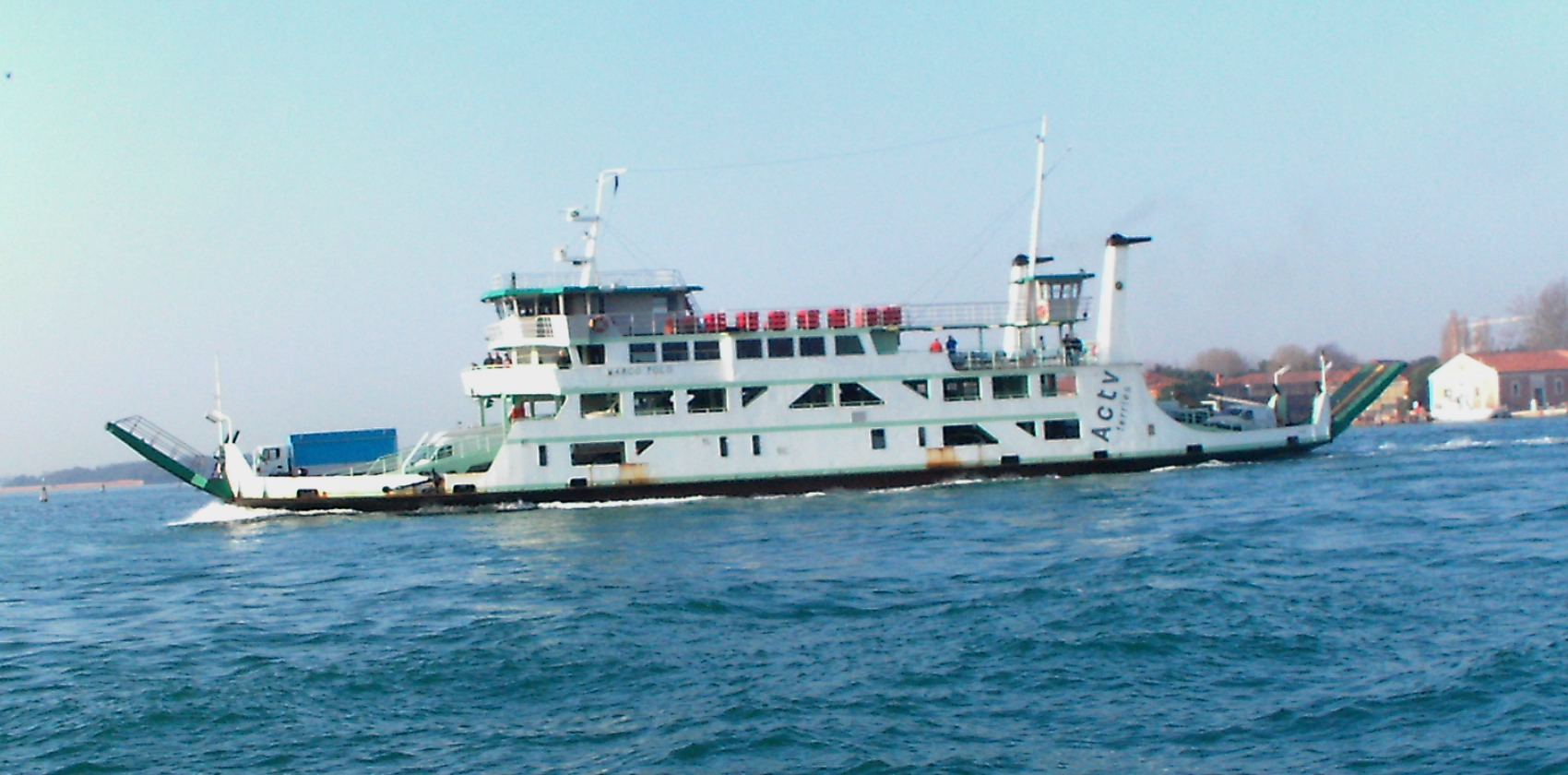
Motozattera Marco Polo della flotta ACTV in bacino San Marco a Venezia
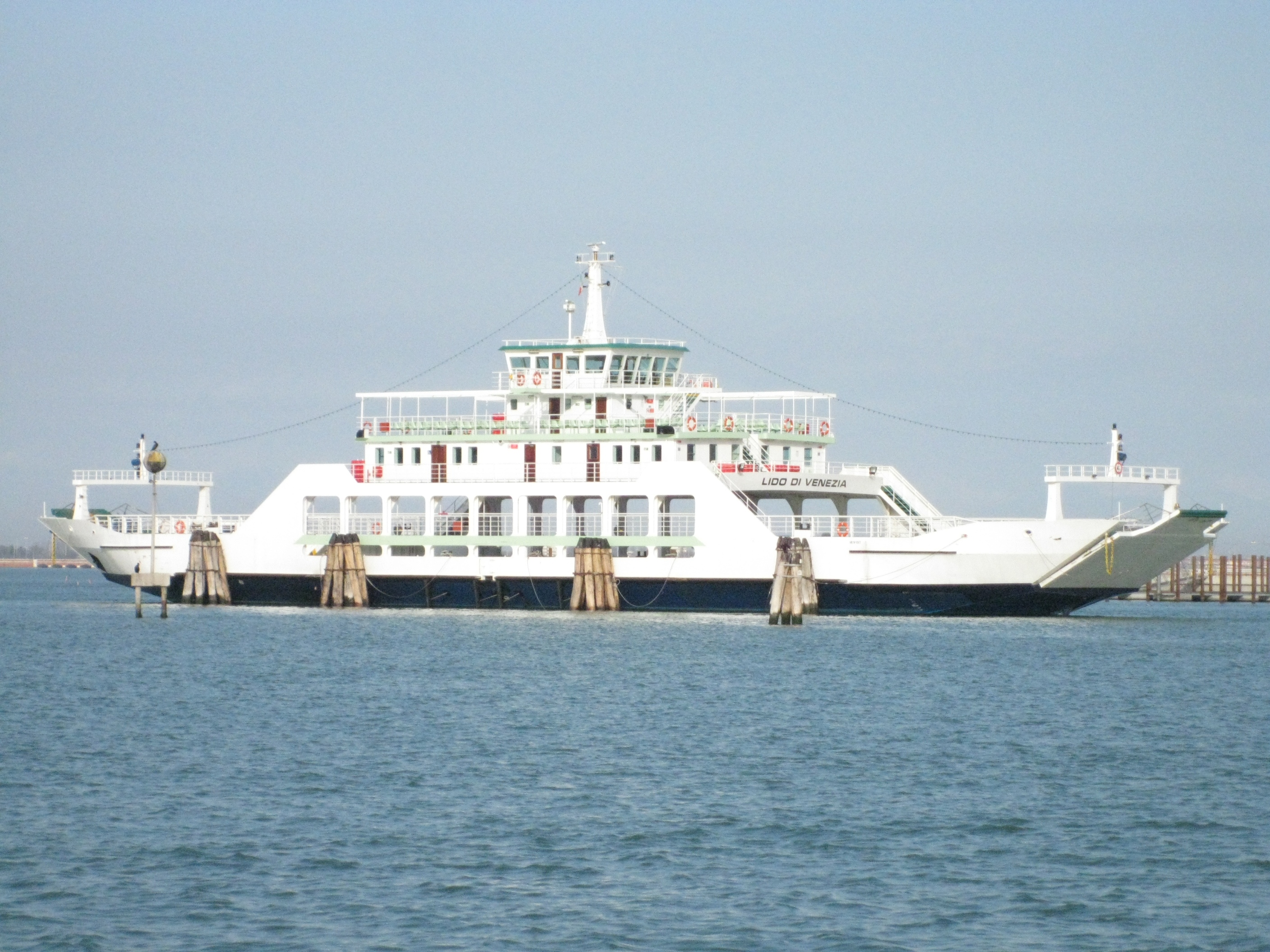
Motozattera Lido di Venezia della flotta ACTV presso il Tronchetto a Venezia